# Raión de Koziatyn
Raión de Koziatyn (en ucraniano: Козятинський район) es un antiguo raión o distrito de Ucrania en el óblast de Vínnytsia. 
Comprende una superficie de 1120 km².
La capital fue la ciudad de Koziatyn.

## Demografía
Según estimación 2010 contaba con una población total de 41781 habitantes.

## Otros datos
El código KOATUU es 521400000. El código postal 22100 y el prefijo telefónico +380 4342.